# Berggylling
Berggylling (Oriolus percivali) är en fågel i familjen gyllingar inom ordningen tättingar.

## Utbredning och systematik
Fågeln förekommer i bergsskogar i östra Afrika och Albertine Rift. Den behandlas som monotypisk, det vill säga att den inte delas in i några underarter.

## Status
IUCN kategoriserar arten som livskraftig.

## Namn
Fågelns vetenskapliga artnamn hedrar Arthur Blayney Percival (1875-1941), brittisk ornitolog verksam i Arabien och södra Afrika.